# Osojno (přírodní památka)
Osojno je přírodní památka ve střední části okresu Plzeň-sever, jižně od osady Osojno, na katastrálním území obce Dražeň. Chráněné území, které bylo vyhlášeno v roce 1968 na ploše 3,44 ha v nadmořské výšce 510–560 metrů, je v péči Krajského úřadu Plzeňského kraje.

## Geologie
Geologické podloží tvoří spility svrchního proterozoika, které ve svahu chráněného území a na sousední plošině vrchu Hůrka vystupují na povrch v podobě drobných skalek a hřbítků.

## Předmět ochrany
Předmětem ochrany je původní smíšený les tvořený kyselou doubravou a suťovou habřinou, tj. porostem dubu letního (Quercus robur) i zimního (Quercus petraea), buku (Fagus sylvatica), lípy velkolisté (Tilia platyphyllos) s vtroušenou jedlí (Abies alba) a borovicí lesní (Pinus sylvestris), na spilitovém podloží nad Osojenským potokem na severozápadních svazích kopce Hůrky. V bylinném patře roste hájová a teplomilná vegetace.

## Galerie

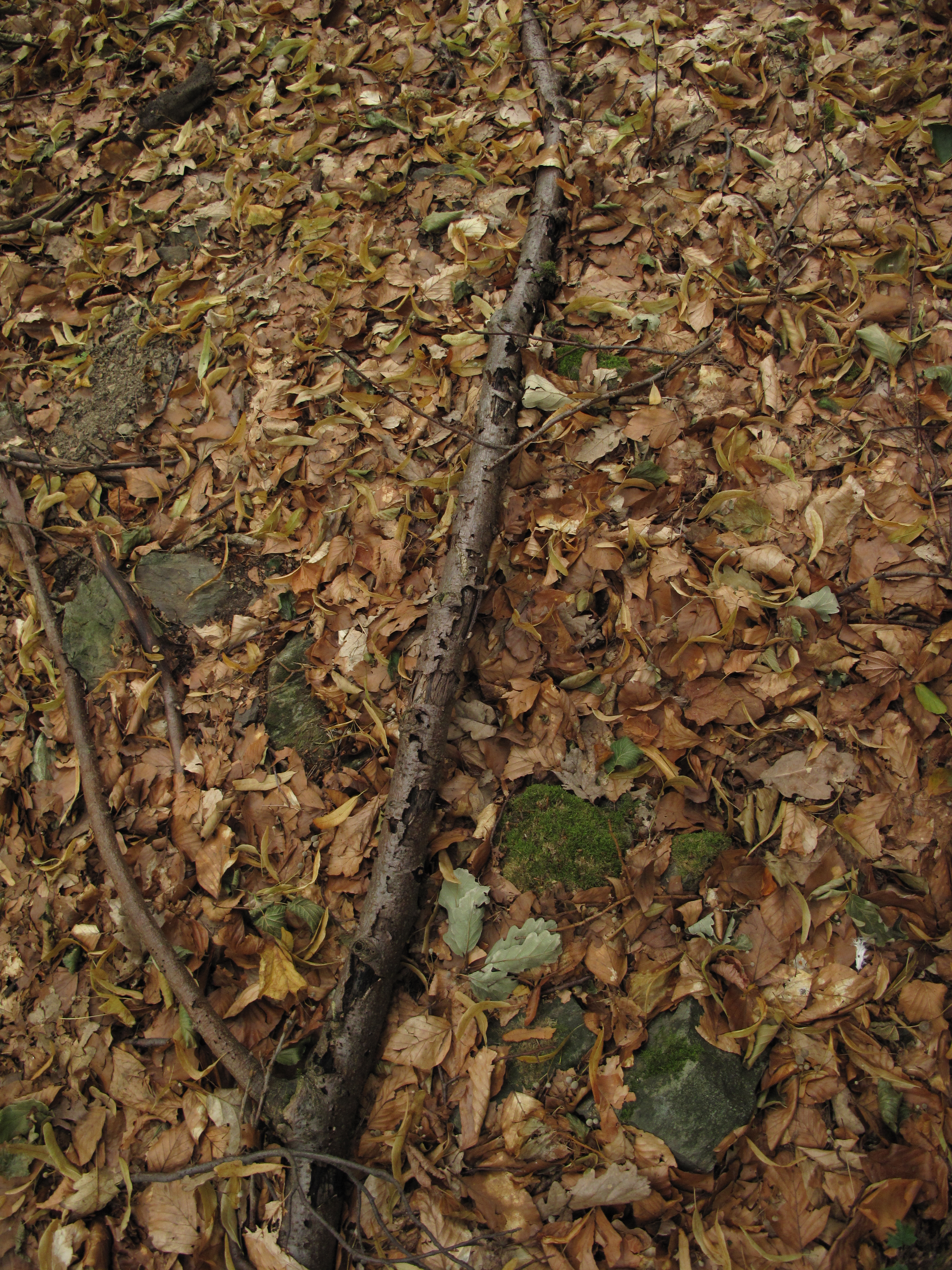
Opad
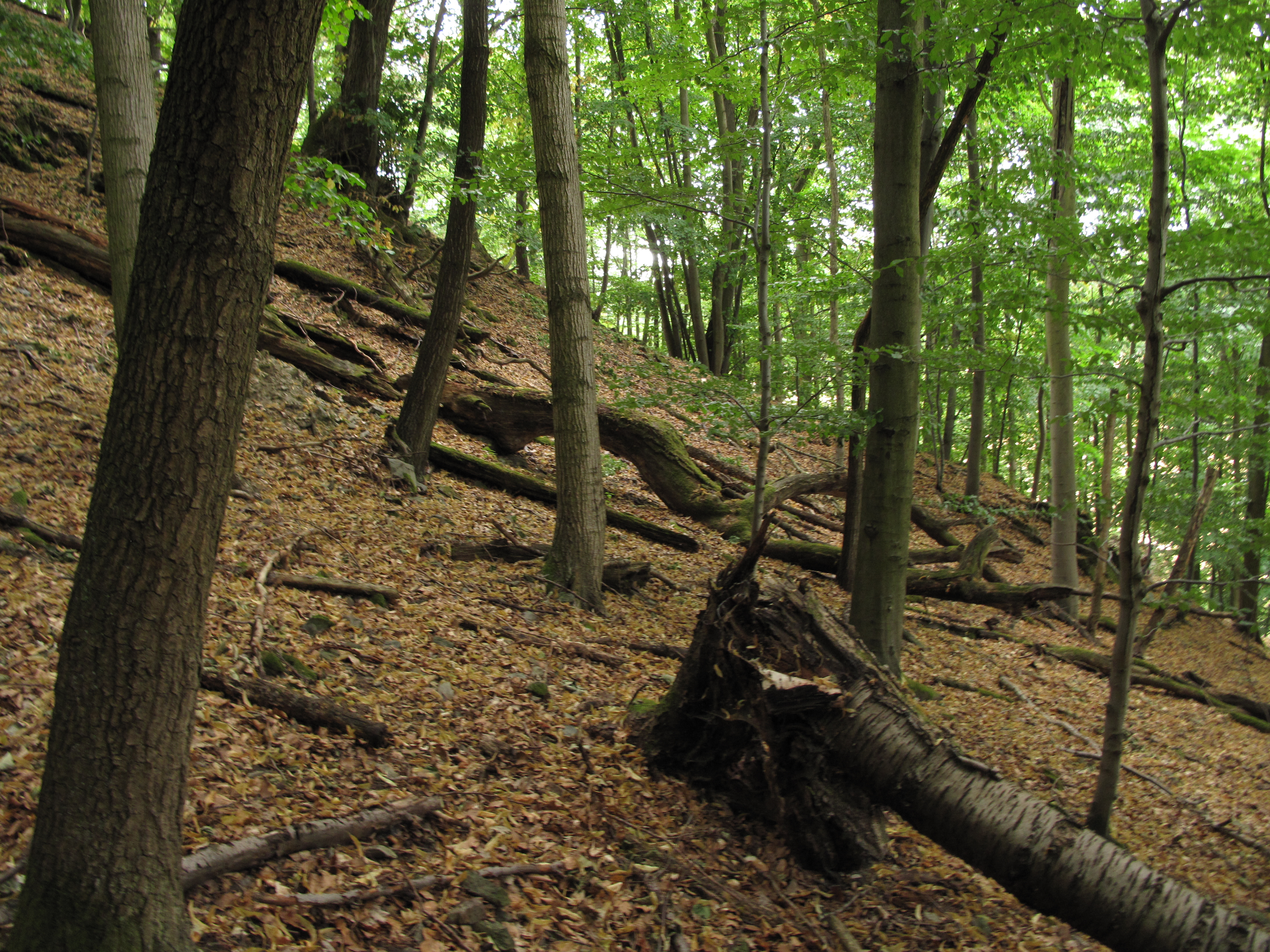
Svah
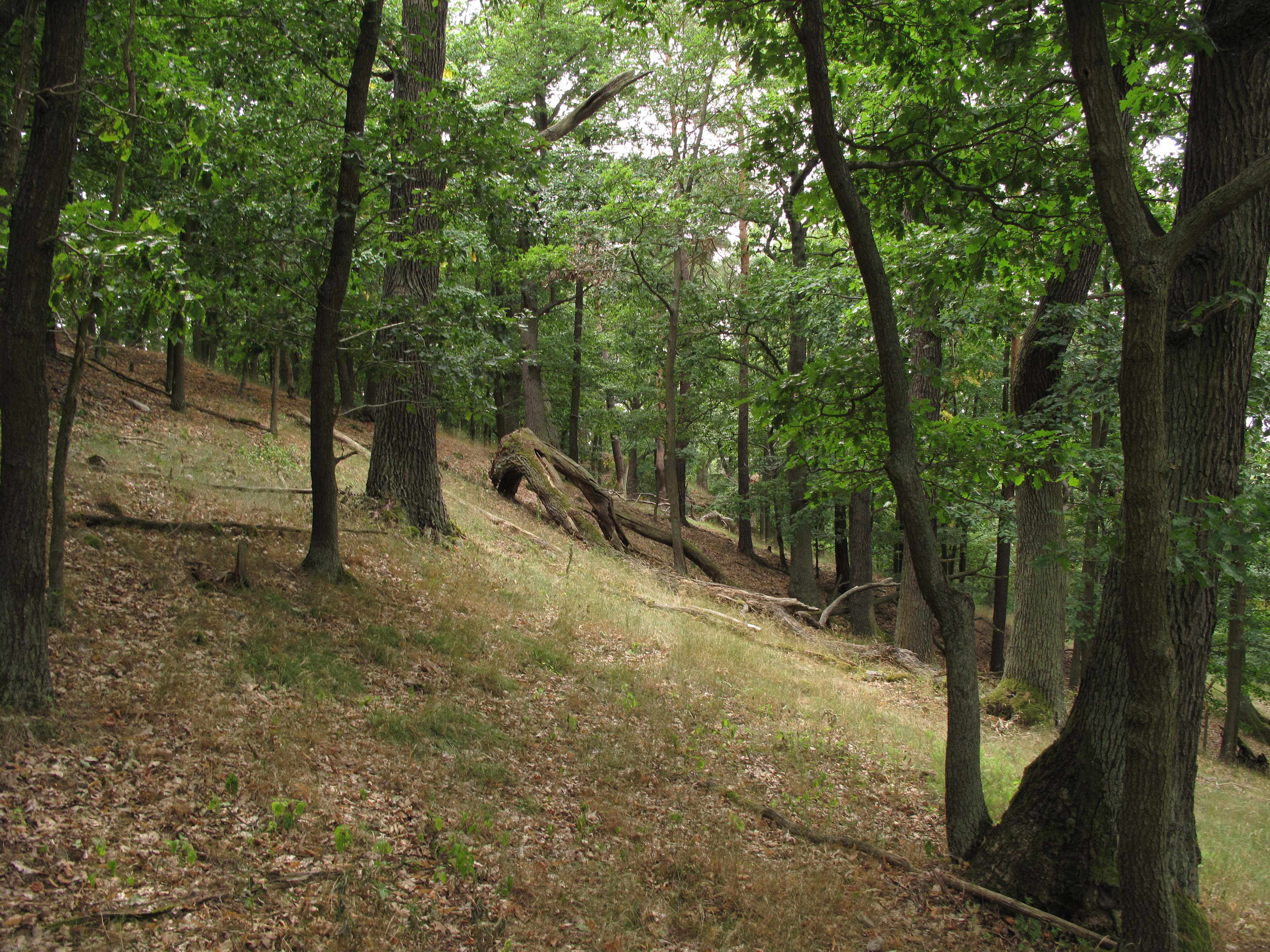
Smíšená doubrava
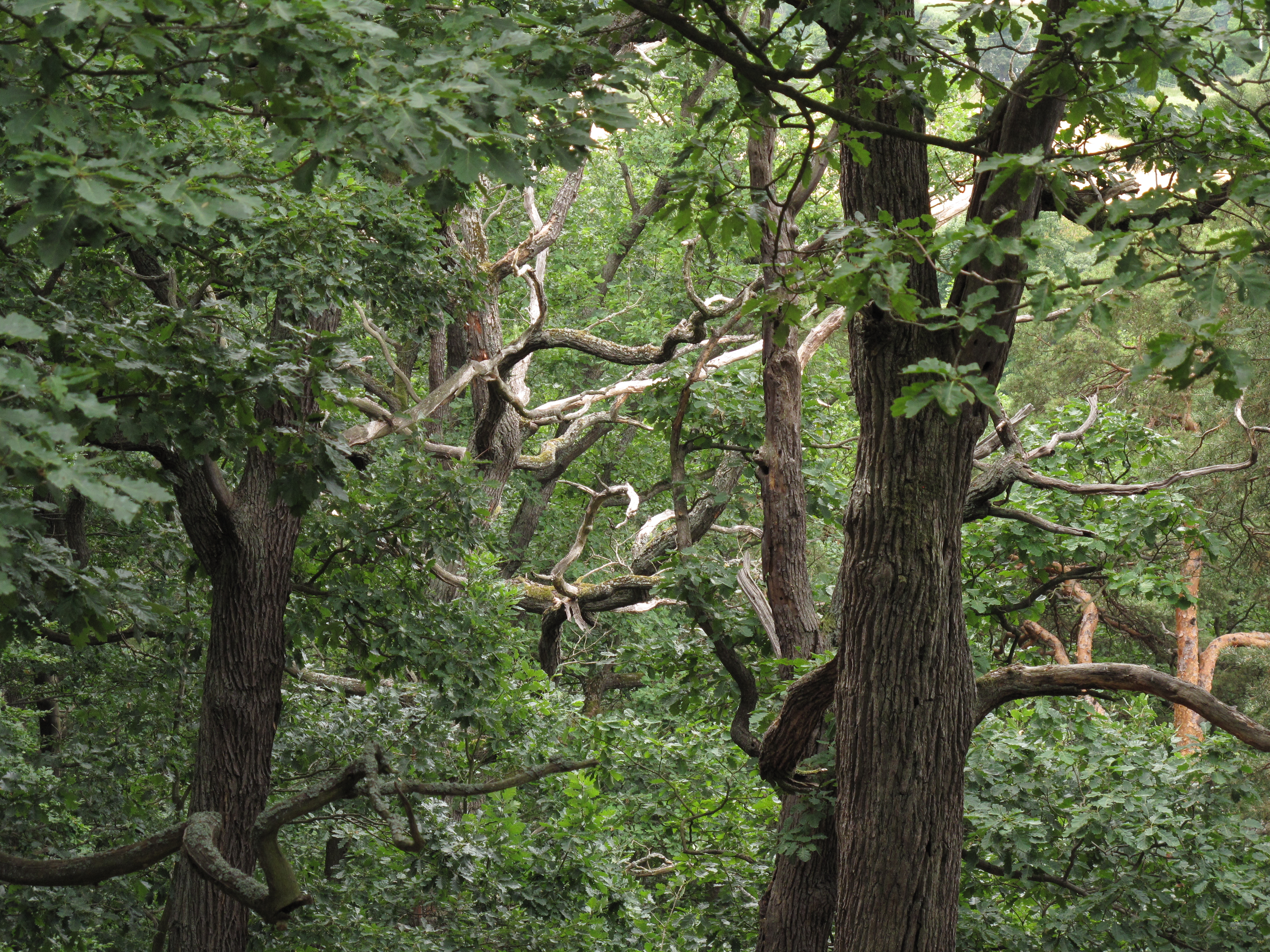
Koruny stromů
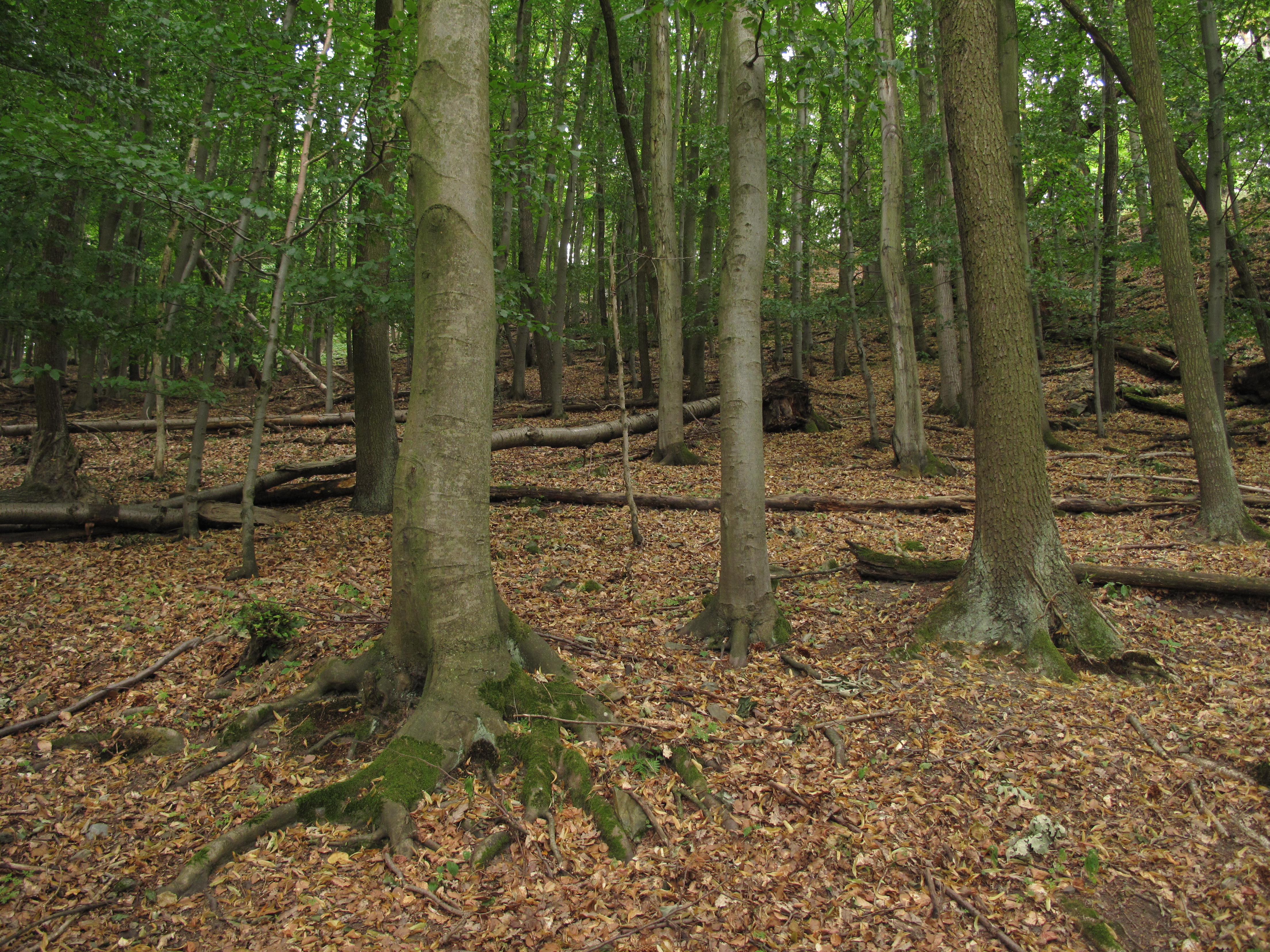
Bučina